# United Empire
United Empire (ユナイテッド・エンパイア, Yunaiteddo Enpaia), estilizado como UNITED EMPIRE) , originalmente The Empire (ジ・エンパイア, Ji Enpaia), é uma facção de wrestling profissional, que atua principalmente na promoção japonesa New Japan Pro-Wrestling (NJPW) e na promoção britânica RevPro. A facção é liderada por Will Ospreay.
O grupo foi formado em outubro de 2020 por Ospreay e Great-O-Khan, quando Ospreay se voltou contra seu companheiro de grupo da Chaos, Kazuchika Okada, durante o G1 Climax. Os lutadores da NJPW Jeff Cobb e Aaron Henare se juntariam, assim como os agentes livres TJ Perkins e Francesco Akira, e a equipe de Kyle Fletcher e Mark Davis conhecida como Aussie Open, e o "Lord" Gideon Gray da RevPro. O-Khan é o atual detentor do Undisputed British Heavyweight Championship em seu primeiro reinado, e TJP e Akira são os atuais detentores do IWGP Junior Heavyweight Tag Team Championship em seu primeiro reinado como equipe e individualmente. Fletcher e Davis são os atuais detentores do IWGP Heavyweight Tag Team Championship em seu primeiro reinado, e também detém o Strong Openweight Tag Team Championship em seu segundo reinado.

## Conceito

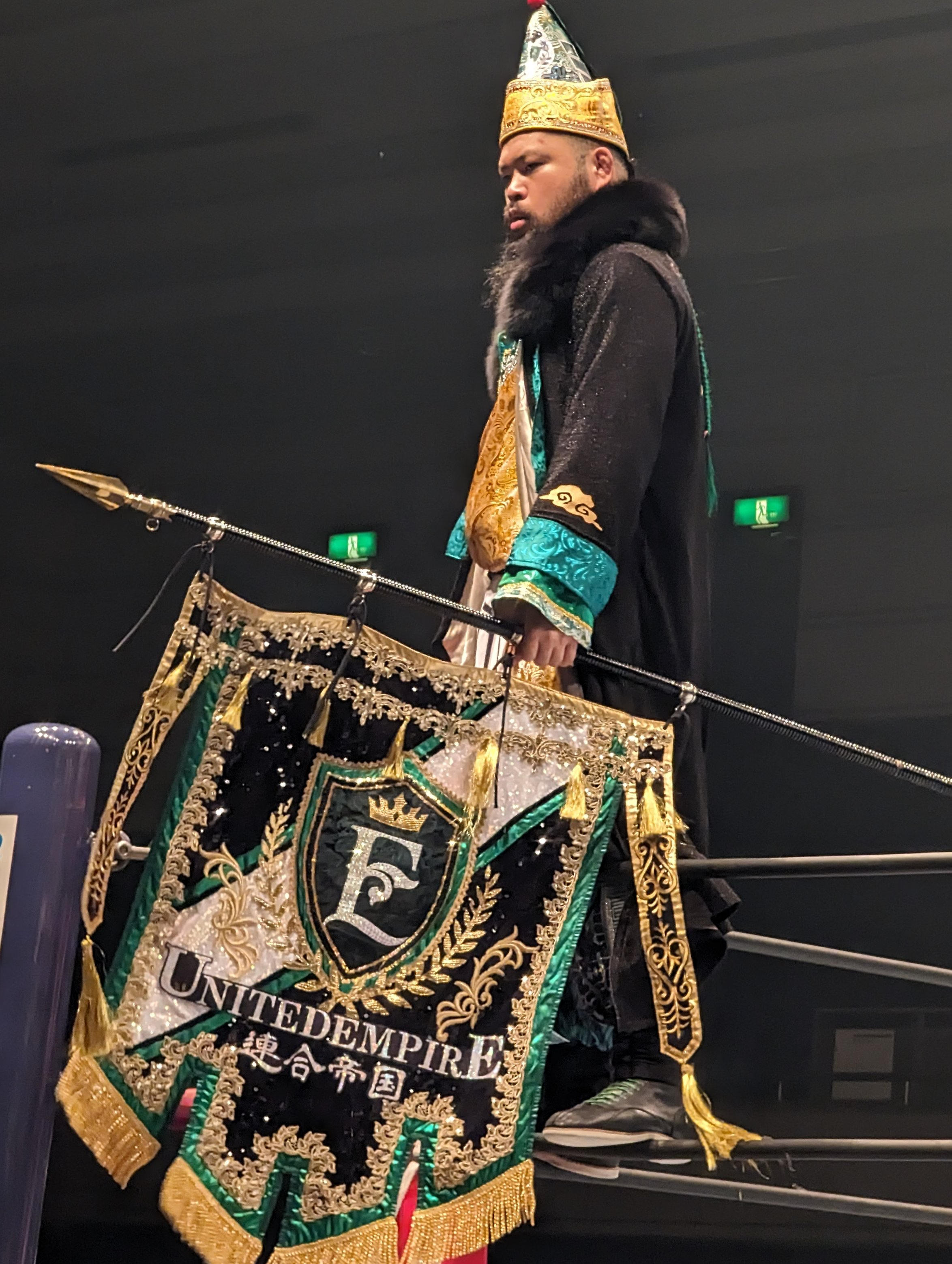
Tomoyuki Oka - Great O-Khan

O conceito da formação é baseado na multiplicidade de seus membros em países e culturas. Até agora, o grupo teve membros de sete países diferentes. Kyle Fletcher e Mark Davis da Austrália, Jeff Cobb e TJ Perkins dos Estados Unidos, Will Ospreay, Gideon Gray, Dan Moloney e Bea Priestley da Inglaterra, Aaron Henare da Nova Zelândia, Great-O-Khan do Japão e Francesco Akira da Itália.

## História

### Formação (2020)
Na noite 17 do G1 Climax 30, durante uma luta entre os membros da Chaos, Kazuchika Okada e Will Ospreay, Bea Priestley, a namorada de Ospreay, fez sua estreia na NJPW, ao lado do ringue. Enquanto Okada aplicava sua finalização Money Clip em Ospreay, Priestley tentou entrar no ringue, distraindo o árbitro no processo. Tomoyuki Oka (agora conhecido como Great O-Khan) então fez seu retorno surpresa e entrou no ringue pelas costas do árbitro, atacando Okada com um iron claw slam, que permitiu a Ospreay acertar seu finalizador Storm Breaker, conseguindo a vitória por pinfall. Após a luta, Ospreay se tornou heel, atacando Okada com seu golpe de cotovelo Hidden Blade na parte de trás de sua cabeça. Mais tarde, em uma entrevista nos bastidores, Ospreay anunciou que deixaria oficialmente a Chaos para iniciar uma nova facção com ele, Priestley e O-Khan chamada The Empire. O-Kharn mais tarde mudou a grafia de seu nome para Great O-Khan, em referência a Genghis Khan do Império Mongol. Jeff Cobb juntou-se ao grupo em 15 de novembro, quando foi revelado que ele era o parceiro misterioso de O-Khan no torneio anual da World Tag League. A dupla marcaria 10 pontos (5 vitórias e 4 derrotas), não chegando à final, mas vencendo os finalistas do torneio (e vencedores do ano anterior), FinJuice (Juice Robinson & David Finlay).

### United Empire (2021–presente)

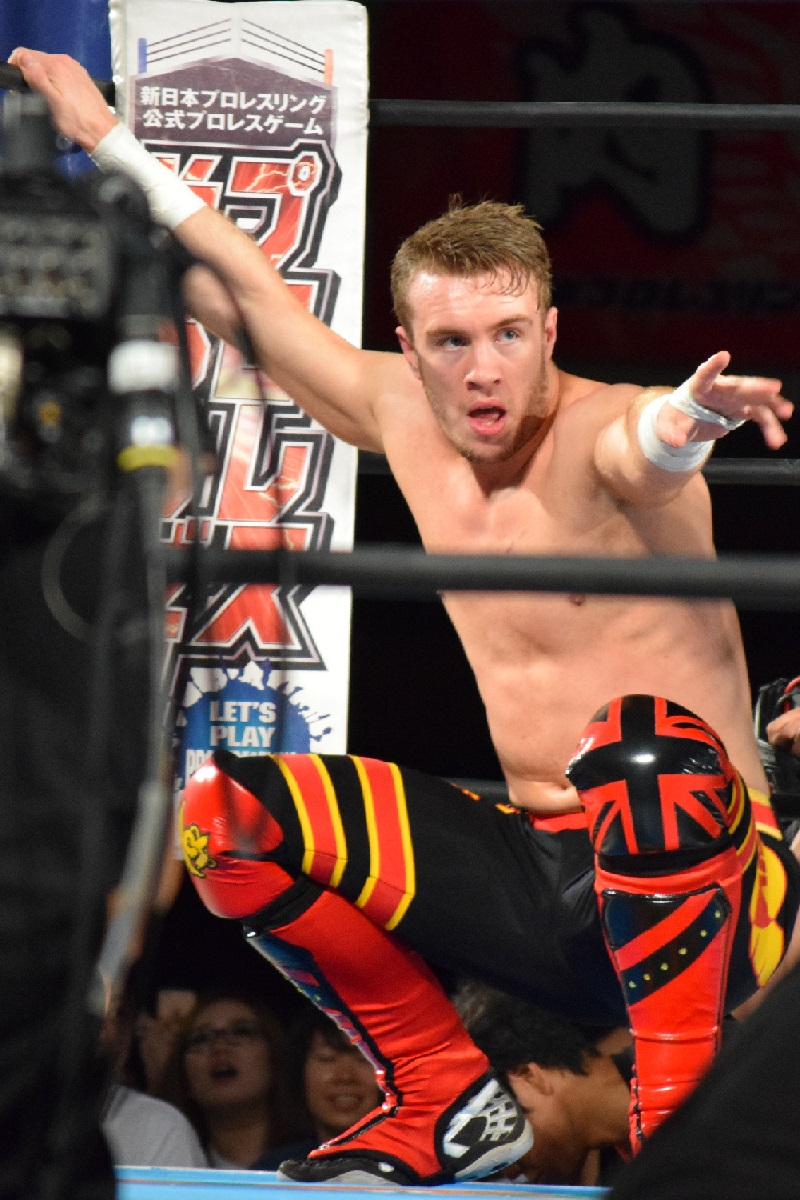
Will Ospreay, líder do United Empire.

No Wrestle Kingdom 15, O-Khan, Cobb, e Ospreay perderam suas lutas para Hiroshi Tanahashi, Shingo Takagi (pelo NEVER Openweight Championship), e Kazuchika Okada, respectivamente. No New Year Dash!! em 6 de janeiro, The Empire derrotou Tencozy (Hiroyoshi Tenzan & Satoshi Kojima) & Yota Tsuji quando O-Khan & Cobb seguraram Tsuji para um Super OsCutter. Depois de derrotar o treinador de O-Khan, Tenzan, Ospreay declarou que eles seriam renomeados como United Empire. Essa mudança foi posteriormente refletida nos sites da New Japan, junto com o primeiro logotipo do grupo. Depois de tentar defender seu parceiro do ataque do United Empire, Kojima estava escalado para enfrentar Ospreay cara a cara no The New Beginning em Nagoya em 30 de janeiro. O-Khan também estava escalado para enfrentar Tenzan cara a cara. Todos os quatro homens se enfrentaram uma semana antes na recuperação de Tenzan após uma lesão no Ota City General Gymnasium em 23 de janeiro, em uma luta vencida por Ospreay e O-Khan. Em 26 de janeiro, novas estipulações foram adicionadas às lutas Ospreay x Kojima e O-Khan x Tenzan para o The New Beginning em Nagoya. O perdedor de O-Khan vs. Tenzan é forçado a aposentar seu mongol Chop, enquanto a luta Ospreay x Kojima será disputada sob regras de sem desqualificação. O-Khan e Ospreay venceram suas respectivas lutas.
No Castle Attack, o United Empire venceu o time de Hiroshi Tanahashi e Tencozy na primeira noite, mas não conseguiram vencer suas lutas na segunda noite. Ospreay e Cobb perderam para Tencozy, enquanto O-Khan não conseguiu conquistar o NEVER Openweight Championship de Tanahashi. Em março, Ospreay venceu a New Japan Cup de 2021 após derrotar Shingo Takagi. Após a luta, Ospreay acertou um Os-Cutter em Bea Priestley, expulsando-a do United Empire e dizendo que estava "apenas procurando o número um" de agora em diante. Toa Henare, agora com o nome de ringue Aaron Henare, se tornaria o quarto homem a se juntar à facção no Sakura Genesis 2021. No mesmo programa, Ospreay derrotaria Kota Ibushi para vencer o IWGP World Heavyweight Championship. No Wrestling Dontaku, Ospreay fez sua primeira defesa do título ao derrotar Shingo Takagi. No entanto, Ospreay mais tarde desocuparia o título após sofrer uma lesão no pescoço. Ele faria seu retorno no NJPW Resurgence, alegando ser o "verdadeiro campeão mundial", e anunciando que não voltaria ao Japão para o G1 Climax daquele ano. Em setembro, no evento Revolution Pro Wrestling High Stakes, Ospreay recrutou o Aussie Open (Mark Davis e Kyle Fletcher) ao grupo. No mês seguinte, durante o NJPW Strong's Autumn Attack, TJ Perkins traiu o LA Dojo e se juntou ao United Empire como seu primeiro membro da divisão Peso Pesado Junior.
Apesar da ausência de Ospreay, O'Khan e Cobb entrariam no torneio nos blocos A e B, respectivamente. O'Khan terminaria na metade inferior de seu bloco, marcando apenas 8 pontos, no entanto, Cobb quebraria recordes em seu bloco, ficando invicto por 8 vitórias consecutivas, antes de perder na decisão final para Kazuchika Okada no 18º dia, a quem ele alternou vitórias ao longo do segundo semestre do ano.
No Wrestle Kingdom 16, Ospreay sendo o campeão anterior e não perdendo seu título diretamente, teria uma chance pelo IWGP World Heavyweight Championship contra o vencedor de Shingo Takagi e Kazuchika Okada na noite dois, onde perderia para Okada. Tanto O-Khan quanto Cobb também perderiam suas respectivas lutas para Sanada e Tetsuya Naito, respectivamente. O United Empire participaria da New Japan Cup, onde Ospreay, O-Khan, Cobb e Aaron Henare seguiriam para a segunda fase com vitórias sobre Bushi, Kota Ibushi, Togi Makabee e Yuto Nakanishima, respectivamente. Ibushi se machucou na época e O-Khan venceria por desistência. Ospreay, O-Khan e Cobb passariam para a terceira rodada com vitórias sobre El Phantasmo, Taiji Ishimori e Kosei Fujita, respectivamente. Henare foi eliminado após perder para Sanada. Ospreay e Cobb se classificariam para as quartas de final com vitórias sobre Yoshi-Hashi e Sanada, respectivamente, enquanto O-Khan perderia para Zack Saber Jr. Ospreay e Cobb foram eliminados na semifinal depois de perderem para Tetsuya Naito e Zack Saber Jr., respectivamente. Após a New Japan Cup, Ospreay começaria a explorar a divisão Peso Pesado Junior e na Hyper Battle ele recrutaria Fracisco Akira como o mais novo membro do grupo.

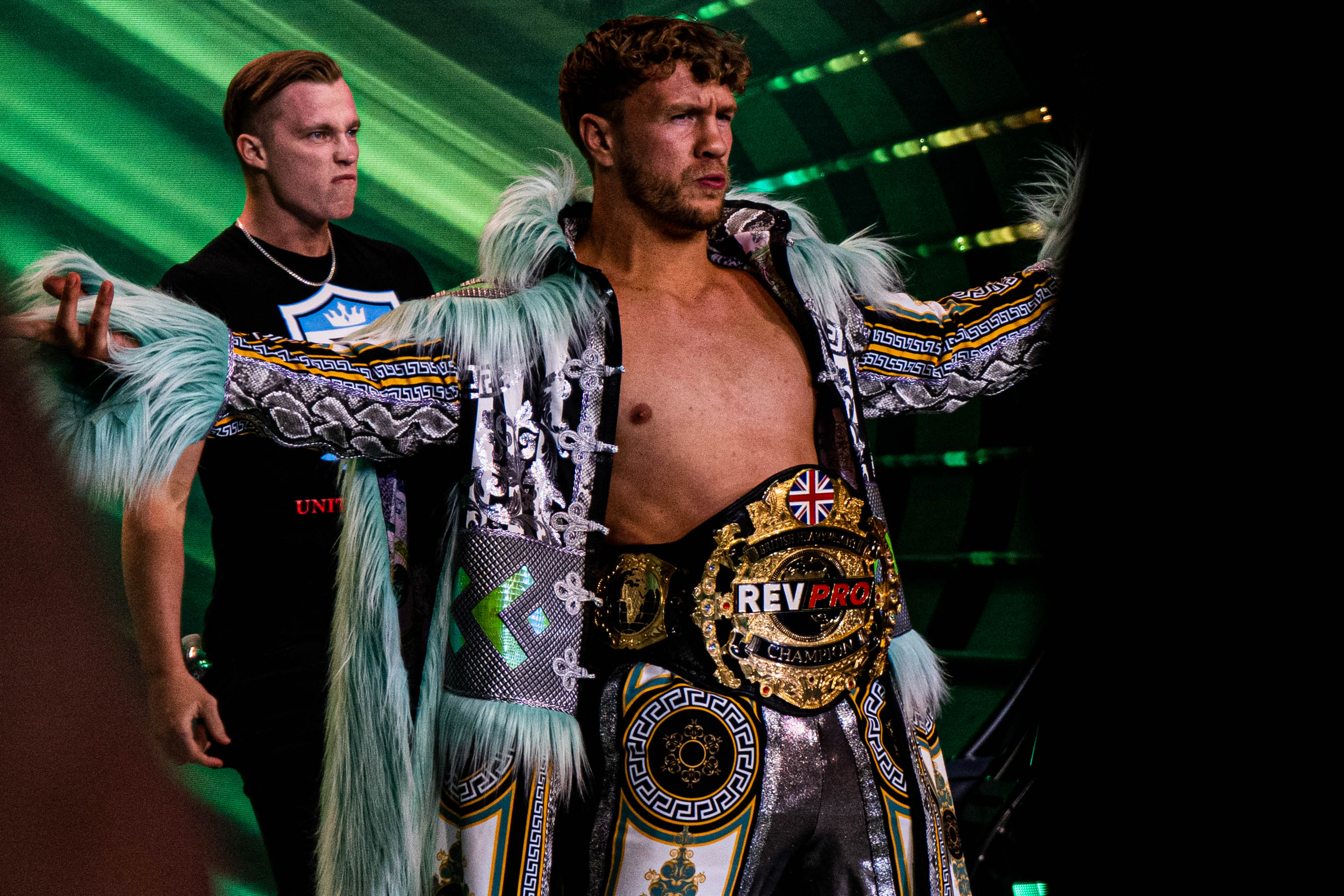
Will Ospreay (à direita) no AEWxNJPW: Forbidden Door, sendo acompanhado por seu companheiro de grupo Kyle Fletcher (à esquerda).

No episódio de 25 de maio do AEW Dynamite, Cobb e O'Khan interromperam a luta pelo ROH World Tag Team Championship entre, FTR e Roppongi Vice causando uma desqualificação ao atacar ambas as equipes, com Cobb retornando a All Elite Wrestling pela primeira vez desde 2019 e O'Khan fazendo sua estreia. Levantaram os títulos, indicando a intenção de disputar os títulos. O grupo voltou duas semanas depois, no episódio de 8 de junho do Dynamite, desta vez com Ospreay, Henare, Fletcher e Davis fazendo sua estreia na AEW, atacando Trent Beretta e o FTR. Ospreay competiu em sua primeira luta individual no episódio especial de 15 de junho do Dynamite, Road Rager, onde derrotou Dax Harwood. Após a lutas, os companheiros de grupo de Ospreay atacaram o FTR e Roppongi Vice mais uma vez, mas foram interrompidos por Orange Cassidy, que encarou Ospreay. Logo após, uma luta entre os dois homens foi agendada para o AEW×NJPW: Forbidden Door, pelo recém-conquistado IWGP United States Heavyweight Championship de Ospreay, junto com uma luta three-way de duplas, entre FTR, Roppongi Vice e O-Khan e Cobb, pelo ROH World Tag Team Championships e o recém-conquistado IWGP Tag Team Championships de O-Khan e Cobb. No evento, Cobb e O-Khan perderam o IWGP Heavyweight Tag Team Championships para FTR, mas Will Ospreay manteve seu IWGP United States Championship contra Orange Cassidy. Após a luta Aussie Open e Ospreay continuaram atacando Cassidy e Roppongi Vice, porém foram interrompidos por Katsuyori Shibata, que salvou Cassidy do trio.
Na edição de 19 de junho do NJPW Strong Ignition, o Aussie Open competiu em um torneio pelo Strong Openweight Tag Team Championship. Na primeira rodada, eles derrotaram Evil Uno e Alan Angels da Dark Order e derrotaram o Stray Dog Army nas semifinais. Nas finais do Strong: High Alert, Davis e Fletcher derrotaram Christopher Daniels e Yuya Uemura para se tornarem os campeões inaugurais.
Em 27 de julho, o AEW World Trios Championship foi revelado, com Ospreay e Aussie Open sendo nomeados como participantes do torneio inaugural. Em 24 de agosto, Ospreay e Aussie Open derrotaram o Death Triangle para avançar para as semifinais, onde foram derrotados pela The Elite em 31 de agosto. Após a luta, o United Empire atacou a The Elite.
O United Empire fez sua estreia na Impact Wrestling na edição de 8 de setembro do Impact!, quando Aussie Open, derrotou Chris Bey e Ace Austin do Bullet Club.
Em 26 de março de 2023 no Revolution Rumble, show promovido pela Revolution Pro Wrestling, Dan Moloney derrotou Akira do United Empire em uma competição individual. Imediatamente após a luta, um impressionado Will Ospreay apareceu e estendeu a Moloney um convite para se juntar à facção, que foi aceito.

## Membros

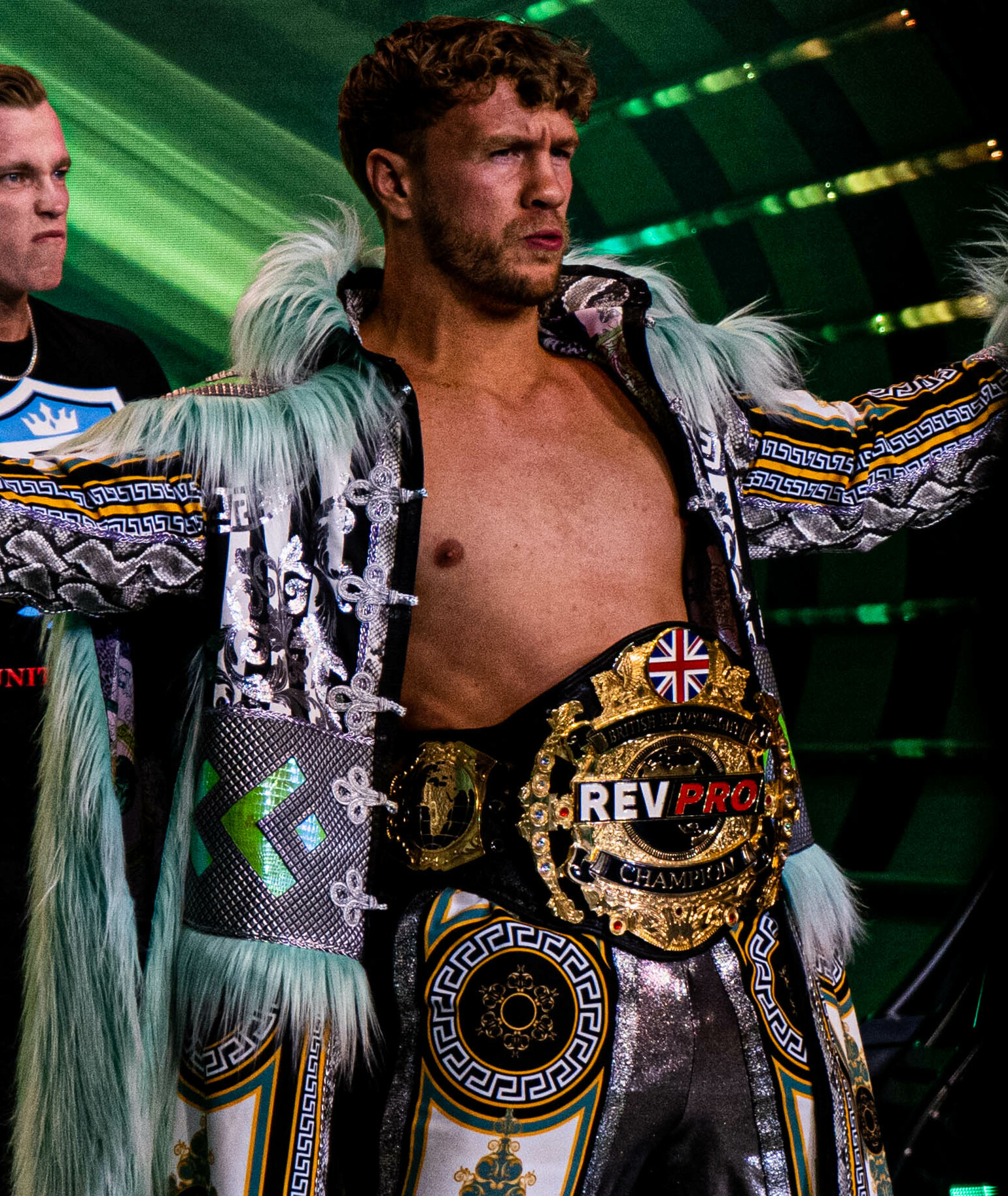
Will Ospreay (líder)
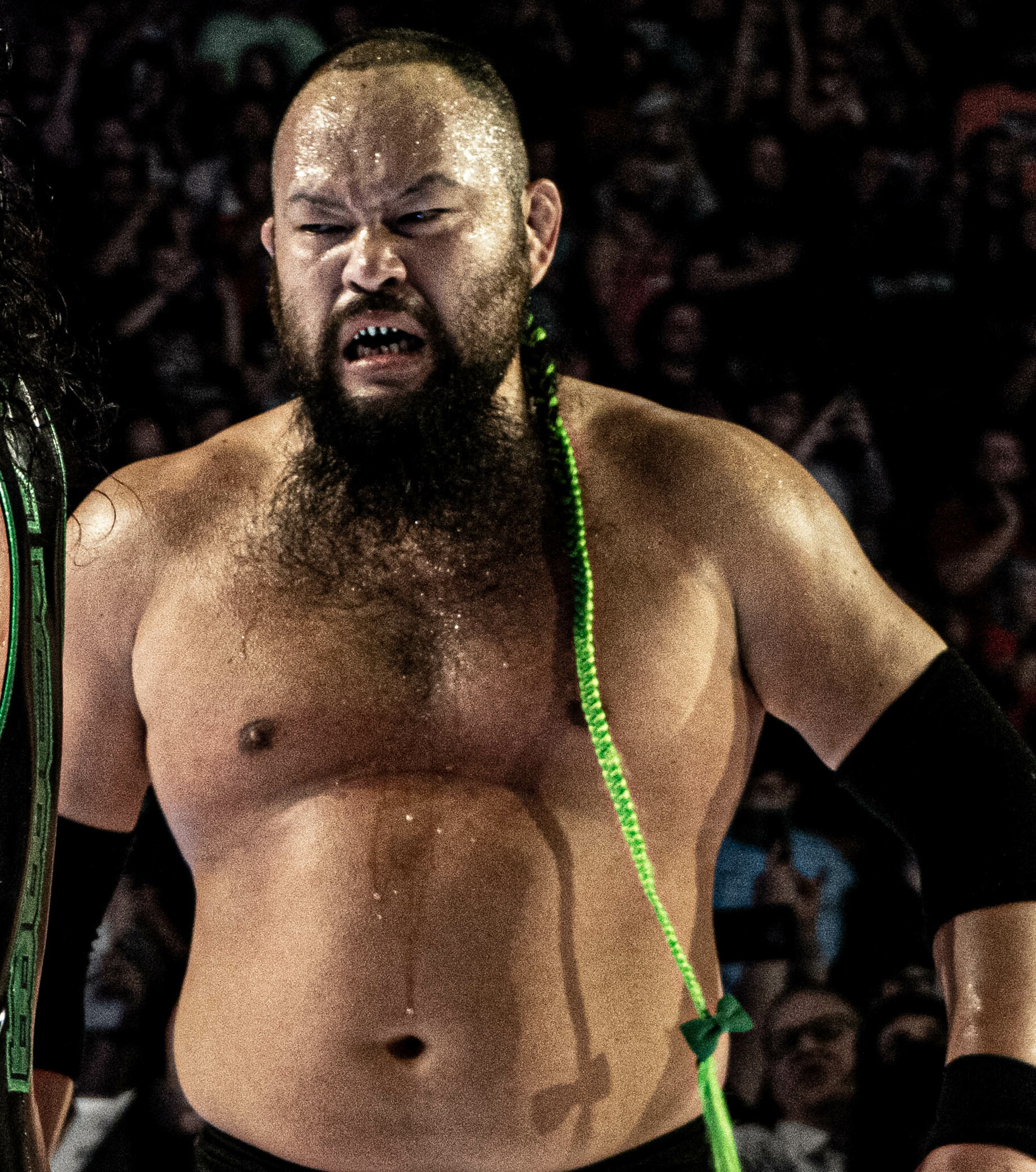
Great-O-Khan
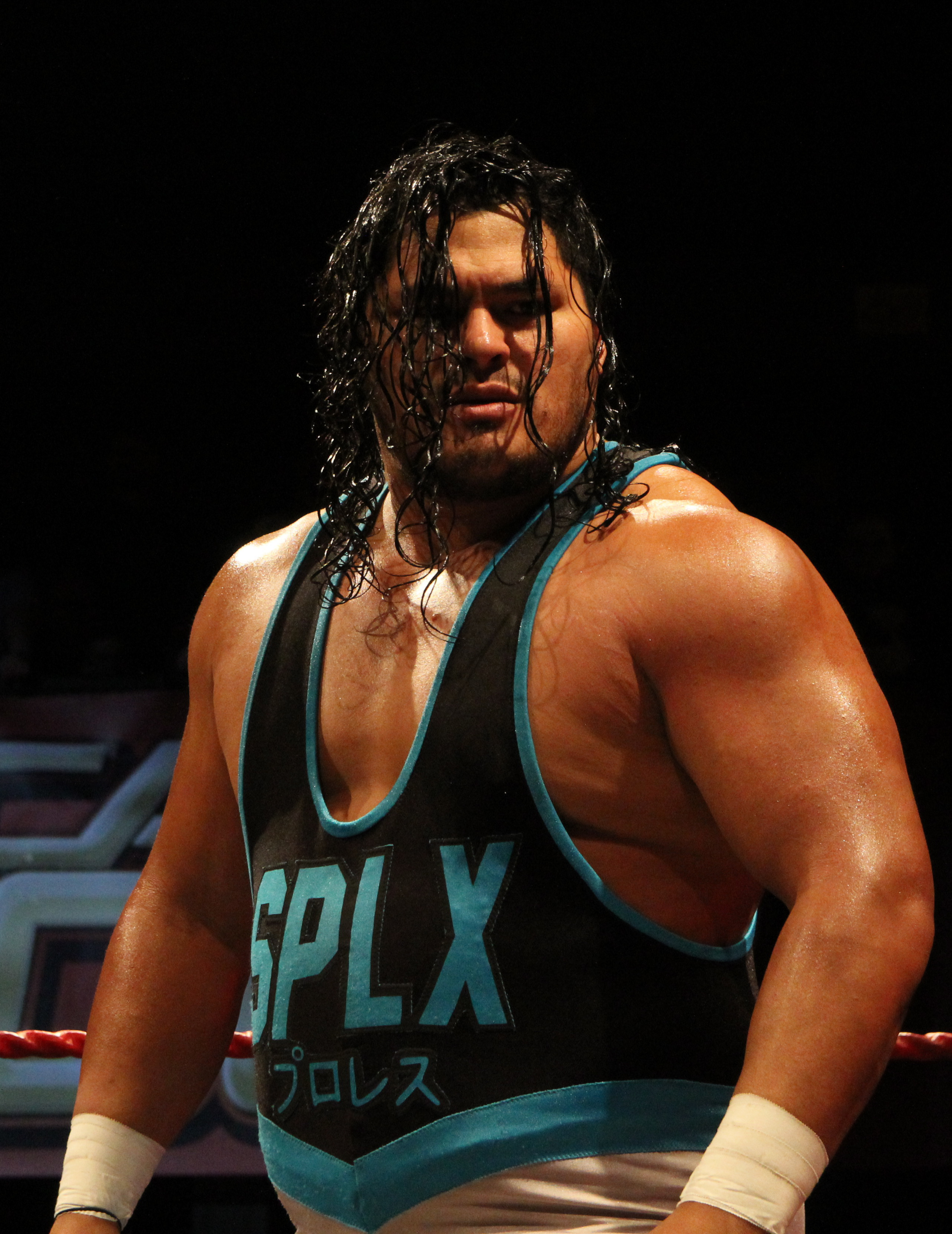
Jeff Cobb
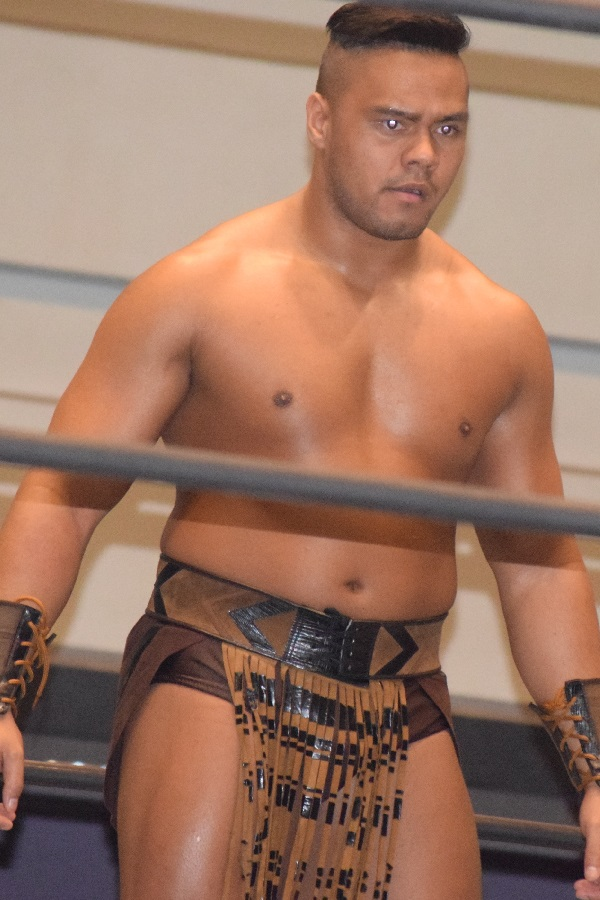
Aaron Henare
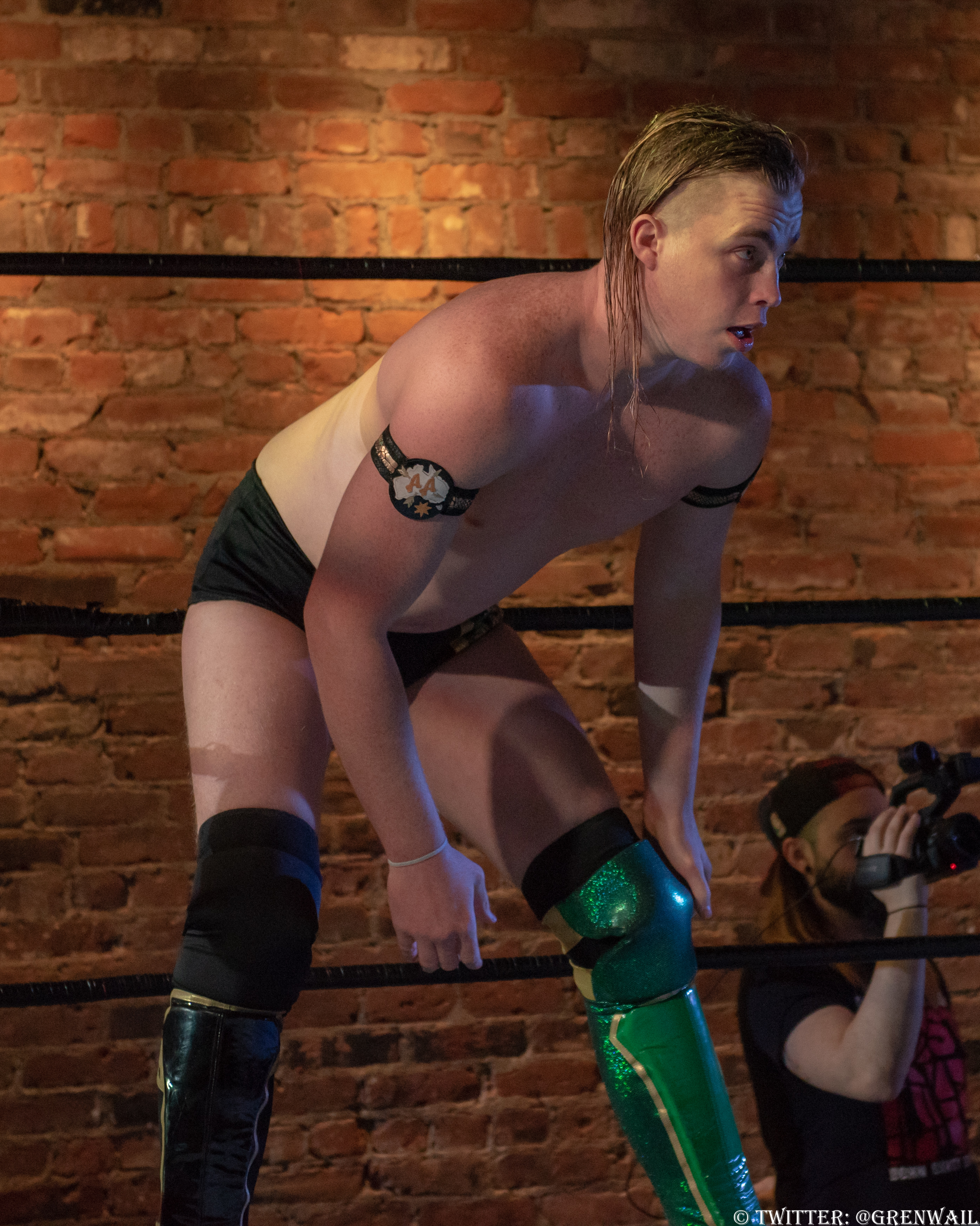
Kyle Fletcher
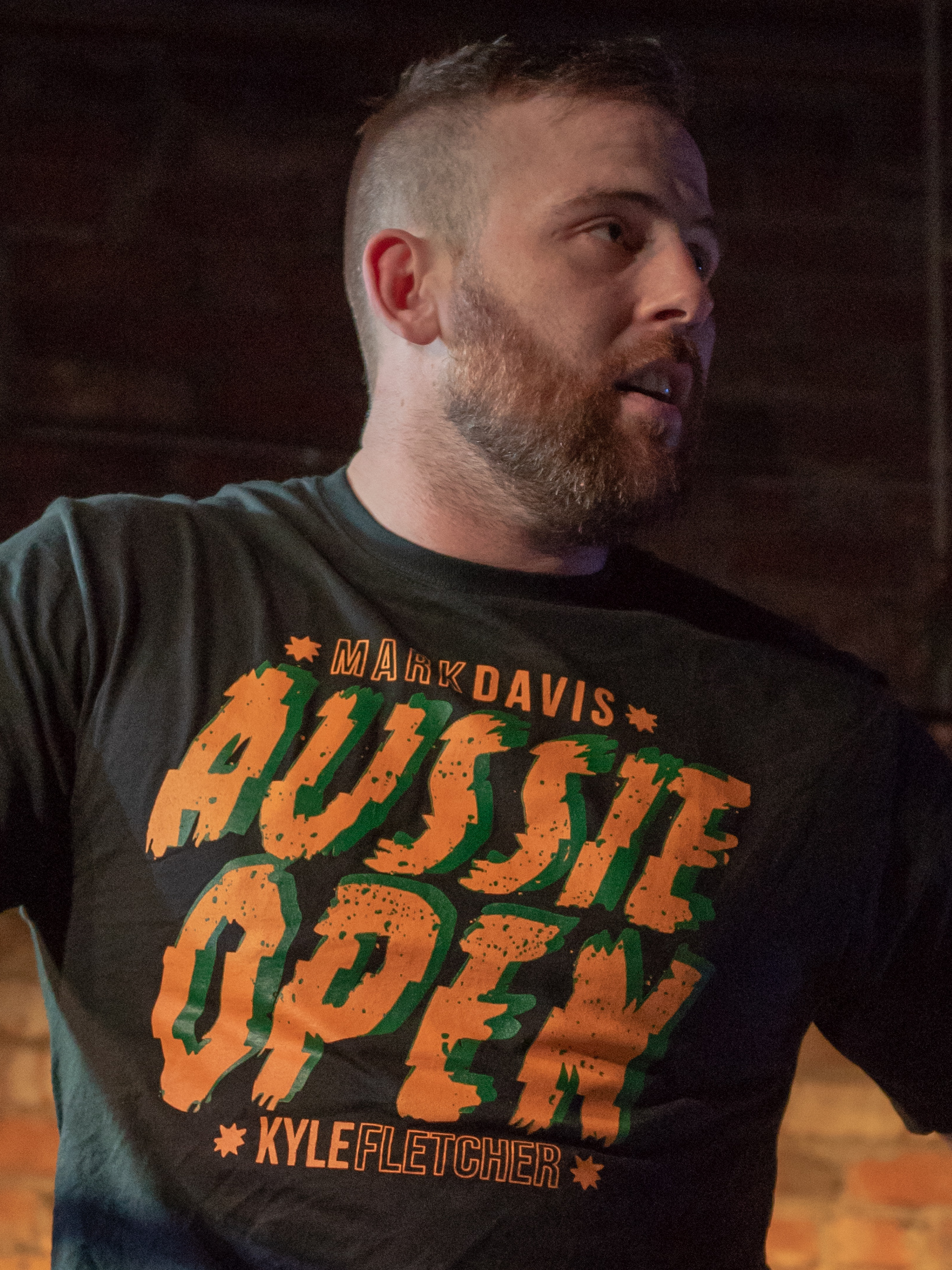
Mark Davis
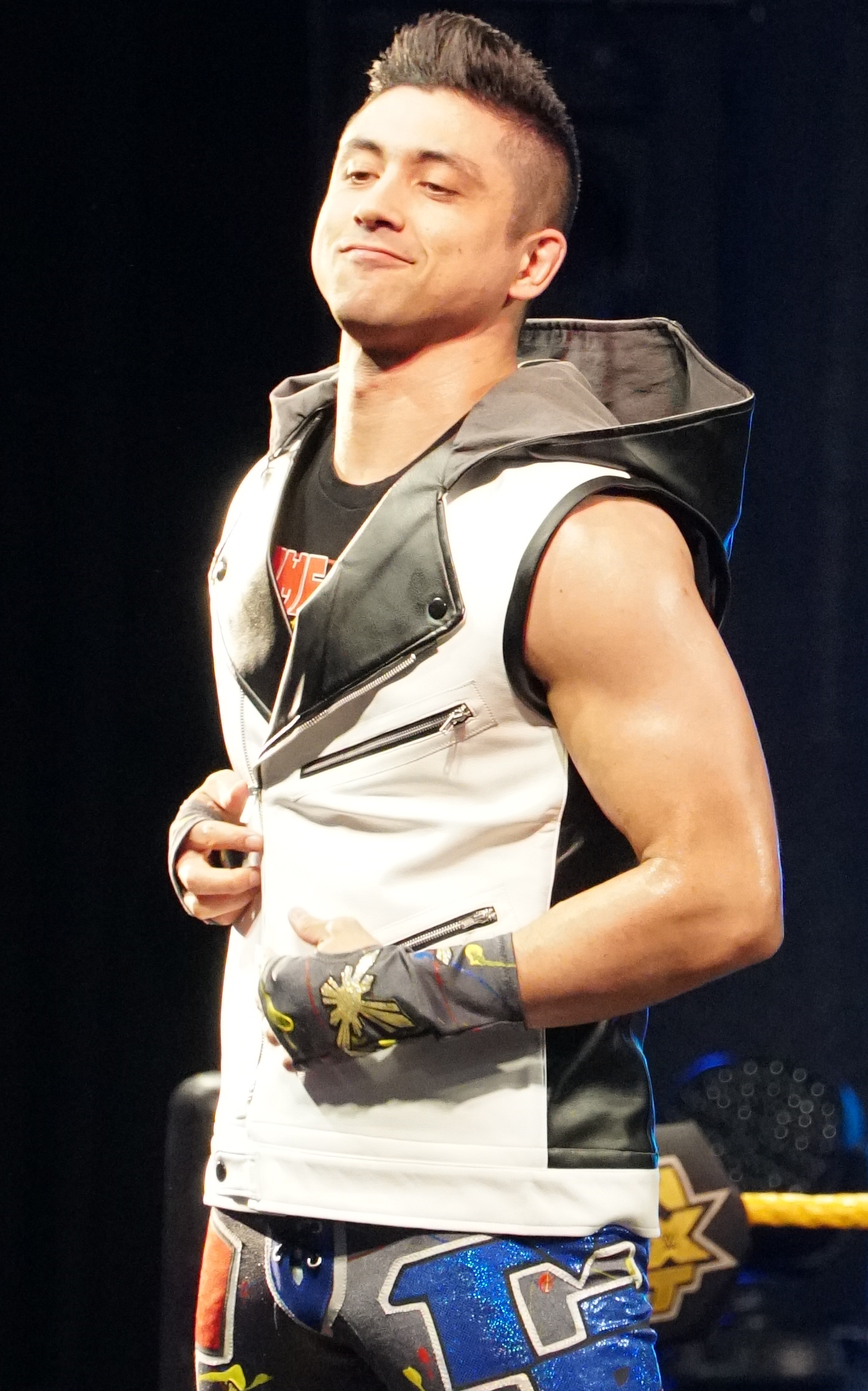
T. J. Perkins
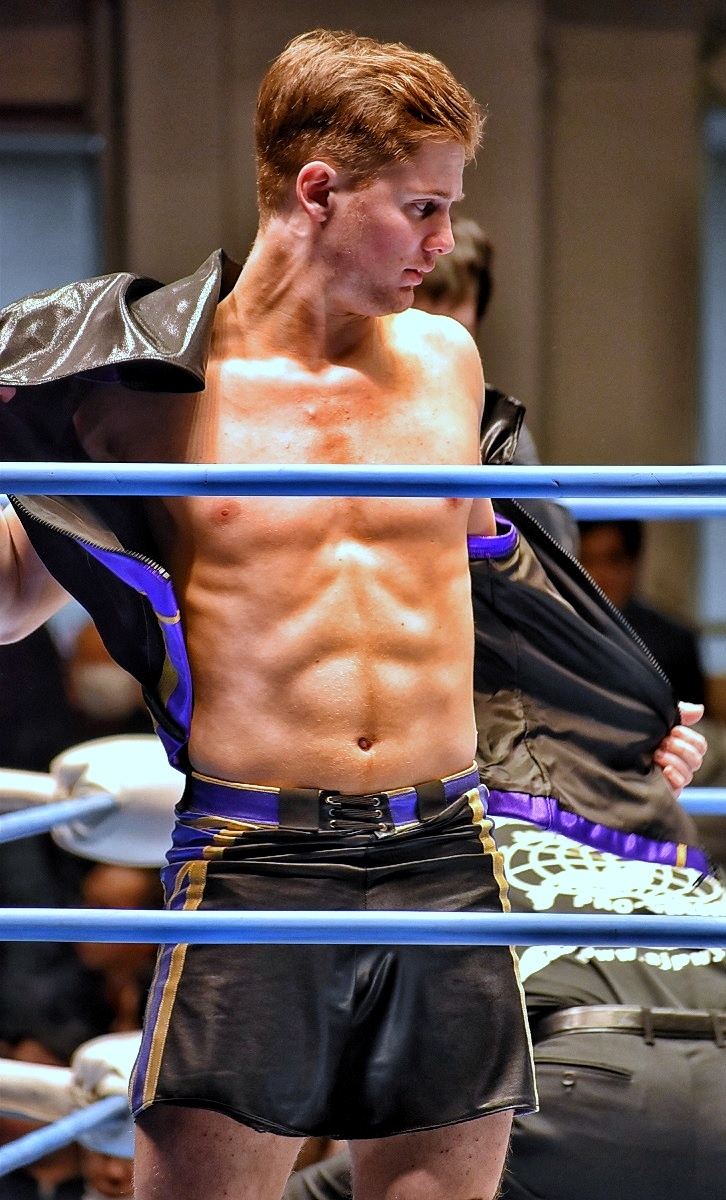
Francesco Akira

| * | Membro fundador |
| L | Líder           |

### Atual
| Membro         | Membro          | Membro | Entrada                |
| -------------- | --------------- | ------ | ---------------------- |
| Nova Zelândia  | Aaron Henare    |        | 4 de abril de 2021     |
| Inglaterra     | Dan Moloney     |        | 26 de março de 2023    |
| Itália         | Francesco Akira |        | 9 de abril de 2022     |
| Inglaterra     | Gideon Grey     |        | 23 de agosto de 2022   |
| Japão          | Great-O-Khan    | *      | 16 de outubro de 2020  |
| Estados Unidos | Jeff Cobb       |        | 15 de novembro de 2020 |
| Austrália      | Kyle Fletcher   |        | 19 de setembro de 2021 |
| Austrália      | Mark Davis      |        | 19 de setembro de 2021 |
| Estados Unidos | TJP             |        | 26 de setembro de 2021 |
| Inglaterra     | Will Ospreay    | *L     | 16 de outubro de 2020  |

### Ex
| Membro     | Membro        | Membro | Entrada               | Saída               |
| ---------- | ------------- | ------ | --------------------- | ------------------- |
| Inglaterra | Bea Priestley | *      | 16 de outubro de 2020 | 21 de março de 2021 |

## Subgrupos

### Atual
| Afiliado                 | Membros                       | Período       | Tipo  |
| ------------------------ | ----------------------------- | ------------- | ----- |
| Aussie Open              | Kyle Fletcher Mark Davis      | 2021–presente | Dupla |
| Great-O-Khan & Jeff Cobb | Great-O-Khan Jeff Cobb        | 2020–presente | Dupla |
| The Swords of Essence    | Will Ospreay T. J. Perkins    | 2021–presente | Dupla |
| Catch 2/2                | Francesco Akira T. J. Perkins | 2022–presente | Dupla |
| O-Khan e Henare          | Great-O-Khan Aaron Henare     | 2023–presente | Dupla |

## Títulos e conquistas
- New Japan Pro-Wrestling
  - IWGP World Heavyweight Championship (1 vez) – Ospreay[37]
  - IWGP United States Heavyweight Championship (1 vez) – Ospreay
  - IWGP Tag Team Championship (3 vezes, atual) – O-Khan & Cobb (2), Davis & Fletcher (1 vez)
  - IWGP Junior Heavyweight Tag Team Championship (1 vez, atual) – TJP & Akira
  - New Japan Cup (2021) – Ospreay
  - Strong Openweight Tag Team Championship (2 vezes, atual) – Aussie Open (Kyle Fletcher & Mark Davis)[38]
  - Inaugural Strong Openweight Tag Team Championship Tournament – Aussie Open (Kyle Fletcher & Mark Davis)

- Pro Wrestling Illustrated
  - Individual
    - A PWI colocou Ospreay na 7ª posição dos 500 melhores lutadores na PWI 500 de 2021[39]
    - A PWI colocou TJP na 91ª posição dos 500 melhores lutadores na PWI 500 de 2021[39]
    - A PWI colocou Cobb na 139ª posição dos 500 melhores lutadores na PWI 500 de 2021[39]
    - A PWI colocou O-Khan na 157ª posição dos 500 melhores lutadores na PWI 500 de 2021[39]
    - A PWI colocou Akira na 264ª posição dos 500 melhores lutadores na PWI 500 de 2022[40]

  - Dupla
    - A PWI colocou Aussie Open (Kyle Fletcher & Mark Davis) na 11ª posição das 100 melhores duplas na PWI Tag Team 100 de 2022[41]
    - A PWI colocou Great-O-Khan & Jeff Cobb na 12ª posição das 100 melhores duplas na PWI Tag Team 100 de 2022[41]
    - A PWI colocou Catch 2/2 (TJP & Francesco Akira) na 22ª posição das 100 melhores duplas na PWI Tag Team 100 de 2022[41]

- PWA Black Label
  - PWA Tag Team Championship (1 vez)[42] – Aussie Open (Kyle Fletcher & Mark Davis)

- Revolution Pro Wrestling
  - British Heavyweight Championship (2 vezes) – Ospreay (1) e O-Khan (1, atual)[43][44]
  - British Tag Team Championship (2 vezes) – O-Khan com Rampage Brown (1), Aussie Open (Kyle Fletcher & Mark Davis) (1)[45]

- Tokyo Sports
  - Melhor luta (2022) – Ospreay vs. Kazuchika Okada on August 18[46]
  - Melhor técnica (2021) – O-Khan[46]
  - Espírito de luta (2022) – O-Khan[47]
  - Melhor dupla (2022) – O-Khan & Cobb[47]

- Warriors of Wrestling
  - Warrior Wrestling Championship (1 vez) – Ospreay

- World Series Wrestling
  - WSW Australian Championship (1 vez, atual) – TJP

- World Wonder Ring Stardom
  - SWA World Championship (1 vez) – Priestley[48]